# The Best
"The Best" is oorspronkelijk een nummer van de Welshe zangeres Bonnie Tyler. Het nummer werd uitgebracht op haar album Hide Your Heart uit 1988. In de zomer van 1989 werd het nummer gecoverd door de Amerikaanse zangeres Tina Turner op haar album Foreign Affair. Haar versie werd op 21 augustus 1989 uitgebracht als de eerste single van het album.

## Achtergrond
"The Best" is geschreven voor Tyler door Mike Chapman en Holly Knight en geproduceerd door Desmond Child. Knight vertelde over het nummer: "'Simply the Best' is een van die zeldzame juwelen, een positief nummer dat niet goedkoop is. Maar het moeilijke deel is om iets te schrijven in een positieve modus dat echt is - dat is een moeilijke taak." De single bereikte de tiende plaats in Noorwegen en de 95e plaats in het Verenigd Koninkrijk. Op de B-kant van de single stonden twee zeldzame nummers, "The Fire Below" en "Under Suspicion".
In de zomer van 1989 werd "The Best" gecoverd door Tina Turner op haar album Foreign Affair, geproduceerd door Dan Hartman. De saxofoonsolo op deze versie werd gespeeld door Edgar Winter. De versie van Turner werd een wereldwijde hit en behaalde de top 10 in een groot deel van Europa en behaalde de 3e positie in de Eurochart Hot 100.
In Nederland was de plaat op vrijdag 18 augustus 1989 Veronica Alarmschijf op Radio 3 en werd een top 10-hit in de destijds twee hitlijsten op de nationale publieke popzender. De plaat bereikte de 5e positie in de Nederlandse Top 40 en de 7e positie in de Nationale Hitparade Top 100.
In België bereikte de plaat de 2e positie in de voorloper van de Vlaamse Ultratop 50 en de 7e positie in de Vlaamse Radio 2 Top 30. In Wallonië werd géén notering behaald.
In Turners' geboorteland de Verenigde Staten kwam de single echter niet verder dan de 15e positie in de Billboard Hot 100. Op 26 september 1993 zong Turner het nummer live bij de finale van "The Winfield Cup" met de Australische zanger Jimmy Barnes ter promotie van het rugbykampioenschap van de Australische staat New South Wales onder de titel "(Simply) The Best". Deze versie verscheen ook op een bonuseditie van haar compilatiealbum Simply the Best.
De versie van Turner is vaak gebruikt in de media en tijdens sportevenementen. Zo is het gespeeld tijdens thuiswedstrijden van de sportteams Buffalo Bisons, San Francisco 49ers, Pittsburgh Penguins, Philadelphia 76ers, New York Yankees, Rangers Football Club en PSV. Ook werd het een themanummer voor de Braziliaanse Formule 1-coureur Ayrton Senna, die tijdens een concert van Turner in Adelaide na afloop van de Grand Prix van Australië als winnaar van de race het podium op kwam lopen. Hoewel Turner het nummer al had gespeeld tijdens dat concert, besloot zij het nog een keer te spelen als eerbetoon aan Senna. Daarnaast is het nummer gebruikt in afleveringen van The Drew Carey Show, 30 Rock en de Britse versie van The Office.

## Hitnoteringen
Alle hitnoteringen zijn behaald door de versie van Tina Turner.

### Nederlandse Top 40
| Hitnotering: 26-08-1989 t/m 04-11-1989 | Hitnotering: 26-08-1989 t/m 04-11-1989 | Hitnotering: 26-08-1989 t/m 04-11-1989 | Hitnotering: 26-08-1989 t/m 04-11-1989 | Hitnotering: 26-08-1989 t/m 04-11-1989 | Hitnotering: 26-08-1989 t/m 04-11-1989 | Hitnotering: 26-08-1989 t/m 04-11-1989 | Hitnotering: 26-08-1989 t/m 04-11-1989 | Hitnotering: 26-08-1989 t/m 04-11-1989 | Hitnotering: 26-08-1989 t/m 04-11-1989 | Hitnotering: 26-08-1989 t/m 04-11-1989 | Hitnotering: 26-08-1989 t/m 04-11-1989 | Hitnotering: 26-08-1989 t/m 04-11-1989 |
| Week                                   | 1                                      | 2                                      | 3                                      | 4                                      | 5                                      | 6                                      | 7                                      | 8                                      | 9                                      | 10                                     | 11                                     |                                        |
| -------------------------------------- | -------------------------------------- | -------------------------------------- | -------------------------------------- | -------------------------------------- | -------------------------------------- | -------------------------------------- | -------------------------------------- | -------------------------------------- | -------------------------------------- | -------------------------------------- | -------------------------------------- | -------------------------------------- |
| Positie                                | 26                                     | 13                                     | 8                                      | 6                                      | 6                                      | 5                                      | 5                                      | 8                                      | 13                                     | 22                                     | 34                                     | uit                                    |

### Nationale Hitparade Top 100
| Hitnotering: 24-08-1989 t/m 16-11-1989 | Hitnotering: 24-08-1989 t/m 16-11-1989 | Hitnotering: 24-08-1989 t/m 16-11-1989 | Hitnotering: 24-08-1989 t/m 16-11-1989 | Hitnotering: 24-08-1989 t/m 16-11-1989 | Hitnotering: 24-08-1989 t/m 16-11-1989 | Hitnotering: 24-08-1989 t/m 16-11-1989 | Hitnotering: 24-08-1989 t/m 16-11-1989 | Hitnotering: 24-08-1989 t/m 16-11-1989 | Hitnotering: 24-08-1989 t/m 16-11-1989 | Hitnotering: 24-08-1989 t/m 16-11-1989 | Hitnotering: 24-08-1989 t/m 16-11-1989 | Hitnotering: 24-08-1989 t/m 16-11-1989 | Hitnotering: 24-08-1989 t/m 16-11-1989 | Hitnotering: 24-08-1989 t/m 16-11-1989 | Hitnotering: 24-08-1989 t/m 16-11-1989 |
| Week                                   | 1                                      | 2                                      | 3                                      | 4                                      | 5                                      | 6                                      | 7                                      | 8                                      | 9                                      | 10                                     | 11                                     | 12                                     | 13                                     | 14                                     |                                        |
| -------------------------------------- | -------------------------------------- | -------------------------------------- | -------------------------------------- | -------------------------------------- | -------------------------------------- | -------------------------------------- | -------------------------------------- | -------------------------------------- | -------------------------------------- | -------------------------------------- | -------------------------------------- | -------------------------------------- | -------------------------------------- | -------------------------------------- | -------------------------------------- |
| Positie                                | 32                                     | 15                                     | 10                                     | 9                                      | 9                                      | 7                                      | 7                                      | 9                                      | 14                                     | 23                                     | 27                                     | 41                                     | 58                                     | 80                                     | uit                                    |

### NPO Radio 2 Top 2000
| Nummer met noteringen in de NPO Radio 2 Top 2000 | '99 | '00 | '01 | '02 | '03 | '04 | '05 | '06 | '07 | '08 | '09 | '10 | '11 | '12 | '13 | '14 | '15 | '16 | '17 | '18 | '19 | '20 | '21 | '22 | '23 | '24 |
| ------------------------------------------------ | --- | --- | --- | --- | --- | --- | --- | --- | --- | --- | --- | --- | --- | --- | --- | --- | --- | --- | --- | --- | --- | --- | --- | --- | --- | --- |
| The Best                                         | 265 | 240 | 376 | 343 | 290 | 250 | 335 | 286 | 447 | 318 | 437 | 450 | 528 | 511 | 635 | 653 | 747 | 903 | 878 | 793 | 707 | 670 | 615 | 693 | 392 | 591 |

1. ↑  Een vetgedrukt getal geeft de hoogste notering aan.

### Evergreen Top 1000
| Evergreen Top 1000 "The Best - Tina Turner" | Evergreen Top 1000 "The Best - Tina Turner" | Evergreen Top 1000 "The Best - Tina Turner" | Evergreen Top 1000 "The Best - Tina Turner" | Evergreen Top 1000 "The Best - Tina Turner" | Evergreen Top 1000 "The Best - Tina Turner" | Evergreen Top 1000 "The Best - Tina Turner" | Evergreen Top 1000 "The Best - Tina Turner" | Evergreen Top 1000 "The Best - Tina Turner" | Evergreen Top 1000 "The Best - Tina Turner" | Evergreen Top 1000 "The Best - Tina Turner" | Evergreen Top 1000 "The Best - Tina Turner" | Evergreen Top 1000 "The Best - Tina Turner" | Evergreen Top 1000 "The Best - Tina Turner" | Evergreen Top 1000 "The Best - Tina Turner" | Evergreen Top 1000 "The Best - Tina Turner" | Evergreen Top 1000 "The Best - Tina Turner" |
| Jaar                                        | 2008                                        | 2009                                        | 2010                                        | 2011                                        | 2012                                        | 2013                                        | 2014                                        | 2015                                        | 2016                                        | 2017                                        | 2018                                        | 2019                                        | 2020                                        | 2021                                        | 2022                                        | 2023                                        |
| ------------------------------------------- | ------------------------------------------- | ------------------------------------------- | ------------------------------------------- | ------------------------------------------- | ------------------------------------------- | ------------------------------------------- | ------------------------------------------- | ------------------------------------------- | ------------------------------------------- | ------------------------------------------- | ------------------------------------------- | ------------------------------------------- | ------------------------------------------- | ------------------------------------------- | ------------------------------------------- | ------------------------------------------- |
| Positie                                     | -                                           | -                                           | -                                           | -                                           | -                                           | -                                           | -                                           | -                                           | -                                           | 614                                         | 859                                         | 499                                         | 562                                         | 613                                         | 592                                         | 377                                         |

### JOE FM Hitarchief 2000
| "The Best" (zang: Tina Turner) | "The Best" (zang: Tina Turner) | "The Best" (zang: Tina Turner) | "The Best" (zang: Tina Turner) | "The Best" (zang: Tina Turner) | "The Best" (zang: Tina Turner) | "The Best" (zang: Tina Turner) | "The Best" (zang: Tina Turner) | "The Best" (zang: Tina Turner) | "The Best" (zang: Tina Turner) | "The Best" (zang: Tina Turner) | "The Best" (zang: Tina Turner) | "The Best" (zang: Tina Turner) | "The Best" (zang: Tina Turner) |
| ------------------------------ | ------------------------------ | ------------------------------ | ------------------------------ | ------------------------------ | ------------------------------ | ------------------------------ | ------------------------------ | ------------------------------ | ------------------------------ | ------------------------------ | ------------------------------ | ------------------------------ | ------------------------------ |
| Jaar                           | 2009                           | 2010                           | 2011                           | 2012                           | 2013                           | 2014                           | 2015                           | 2016                           | 2017                           | 2018                           | 2019                           | 2020                           | 2021                           |
| Positie                        | 67                             | 60                             | 38                             | 42                             | 35                             | 30                             | 31                             | 23                             | 23                             | 21                             | 43                             | 30                             | 31                             |